# Blohm & Voss BV 222
Le Blohm & Voss Bv-222 est un hydravion à coque lourd allemand, hexamoteur. Conçu à l'origine pour le transport commercial, il effectua son premier vol en 1940. Construit en 13 exemplaires, il fut utilisé alors pour le transport de troupes allemandes.

## Historique
Le BV 222 V1 (premier modèle) effectua de nombreux vols de ravitaillement de l'Africa Korps. Il coula à l'atterrissage en février 1943 après une collision avec une épave dans le port du Pirée. Les BV 222 V3 et V5 furent abattus le 20 juin 1943. Le V6 fut abattu sur la route de Tripoli le 21 août 1942. En 1944, le V2 manqua son atterrissage et fut gravement endommagé.
Un BV 222 est cité dans une opération combinée aviation/sous-marin sans grand succès, en octobre 1943. La coordination n'est pas bonne.
Un BV 222 est représenté dans l'album de bande dessinée de Blake et Mortimer "les sarcophages du sixième continent" tome 2

## Sources